# Аїтово (Бураєвський район)
Аї́тово (рос. Аитово, башк. Айыт) — присілок у складі Бураєвського району Башкортостану, Росія. Входить до складу Тангатаровської сільської ради.
Населення — 58 осіб (2010; 86 у 2002).
Національний склад:
- башкири — 99 %